# Węzeł autostradowy Hamburg-Südost
Węzeł autostradowy Hamburg-Südost (niem. Autobahndreieck Hamburg-Südost, Dreieck Hamburg-Südost, AD Hamburg-Südost) – węzeł drogowy na skrzyżowaniu autostrad A1 i A25 (Marschenautobahn) w regionie metropolitarnym Hamburga, w Niemczech. Nazwa węzła pochodzi od nazwy miejscowości oraz położenia geograficznego.
| Z                       | Do                   | Średnie dzienne natężenie ruchu |
| ----------------------- | -------------------- | ------------------------------- |
| Hamburg-Moorfleet (A1)  | AD Hamburg-Südost    | 96 100                          |
| AD Hamburg-Südost       | AD Hamburg-Süd (A1)  | 106 300                         |
| AD Hamburg-Südost (A25) | AS Hamburg-Allermöhe | 37 600                          |